# ژان-فرانسوا کان
ژان-فرانسوا کان (به فرانسوی: Jean-François Kahn‎؛ ۱۲ ژوئن ۱۹۳۸ – ۲۲ ژانویهٔ ۲۰۲۵) نویسنده و پژوهشگر اهل فرانسه بود.

## مرگ
کان در ۲۲ ژانویهٔ ۲۰۲۵، در سن ۸۶ سالگی در اولن، کمون، فرانسه درگذشت.